# سالی استراترس
سالی استراترس (انگلیسی: Sally Struthers؛ زادهٔ ۲۸ ژوئیهٔ ۱۹۴۷) بازیگر اهل ایالات متحده آمریکا است. وی از سال ۱۹۷۰ میلادی تاکنون مشغول فعالیت بوده‌است.
از فیلم‌ها یا برنامه‌های تلویزیونی که وی در آنها نقش داشته‌است می‌توان به پنج بخش آسان، همگی در خانواده و گریز اشاره کرد.